# 영림중학교
영림중학교(永林中學校)는 대한민국 서울특별시 구로구 구로동에 있는 공립 중학교이다.

## 학교 연혁
- 1979년 1월 31일 : 남구로 중학교 설립인가 (27학급)
- 1979년 2월 8일 : 구로중학교 박성탁 교장, 교장 사무취급 발령
- 1979년 3월 5일 : 개교 및 입학식 거행 (여 8, 남 12 계 20학급 편성)
- 1979년 9월 1일 : 학칙 변경에 따라 영림중학교로 교명 변경
- 1979년 9월 26일 : 본관 및 과학관 신축교사 준공 (54교실)
- 1979년 10월 19일 : 신축 교사 낙성 및 학교 이전식 거행
- 1980년 2월 28일 : 신축 증축교사 준공 (20교실)
- 1982년 2월 10일 : 제1회 졸업식 거행 (20학급 1,451명)
- 2004년 9월 30일 : 운동장 우레탄 시설 완공
- 2010년 11월 4일 : 체육관 겸 강당(영림관) 준공
- 2013년 2월 26일 : 도서관 리모델링 확장공사 준공
- 2023년 1월 6일 : 제42회 졸업식(9학급 205명) (총 26,709명)
- 2023년 3월 1일 : 제19대 윤상혁 교장 취임(내부형 공모교장)
- 2023년 3월 2일 : 제45회 입학식(8학급 176명).

## 참고 자료
- 영림중학교 - 한국교육학술정보원 학교알리미